# NGC 300
NGC 300 (nota anche come C 70) è una grande galassia a spirale nella costellazione dello Scultore.
È individuabile circa 6 gradi a NW della stella α Phoenicis, in un'area priva di stelle visibili ad occhio nudo; si nota subito in un binocolo 11x80 o in un piccolo telescopio rifrattore, come un alone chiaro e circolare. Uno strumento di apertura superiore ai 200mm permette di notare molti particolari, sia del nucleo che dei bracci di spirale, che si presentano granulosi. La sua distanza dalla Via Lattea è stimata sui 7 milioni di anni-luce, ed è dunque un importante membro del Gruppo dello Scultore, un ammasso di galassie tra i più prossimi al nostro Gruppo Locale.

## Voci correlate

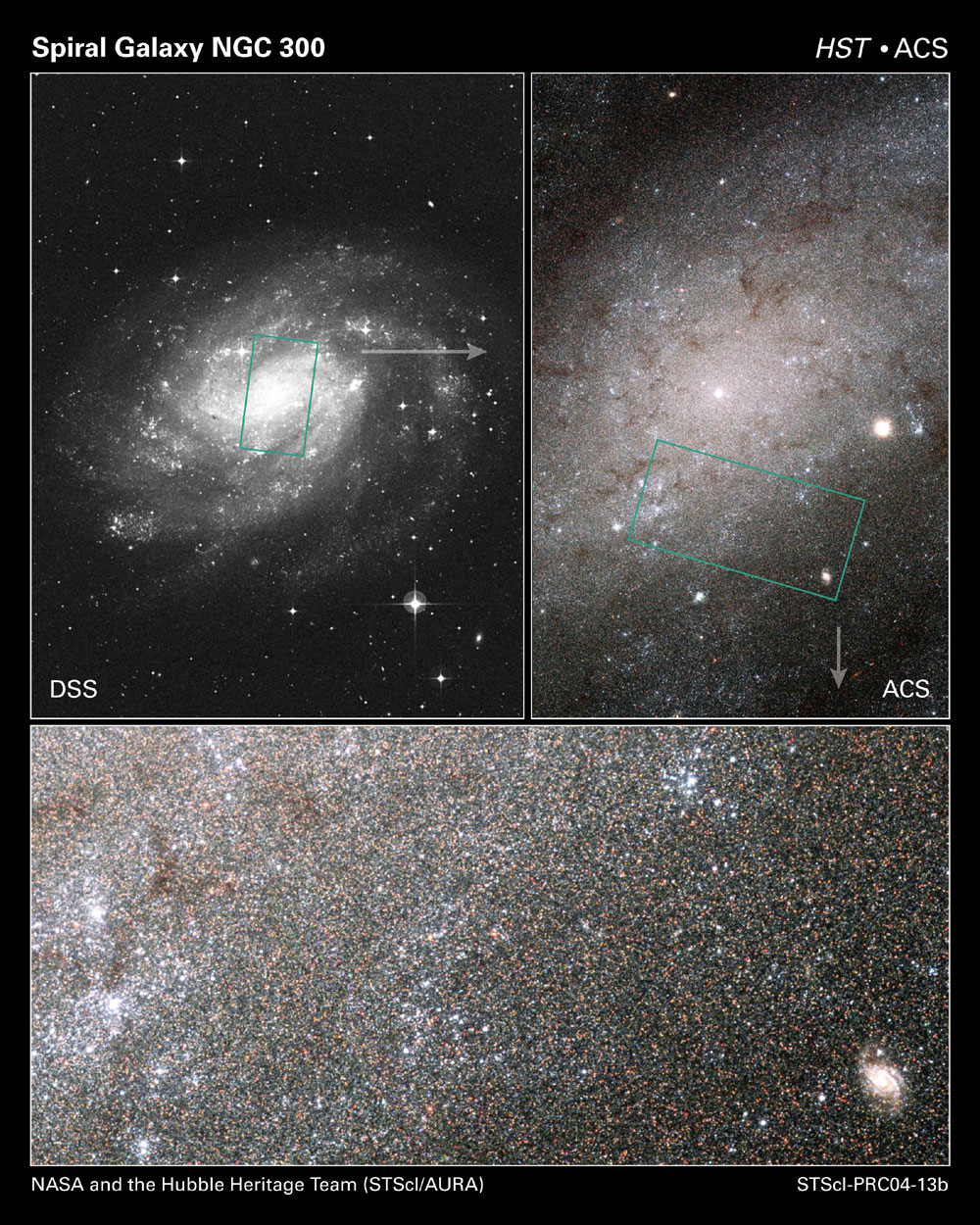
NGC 300: ingrandimenti progressivi ripresi dal Telescopio Spaziale Hubble.